# Pietro Rossi (zoologo)

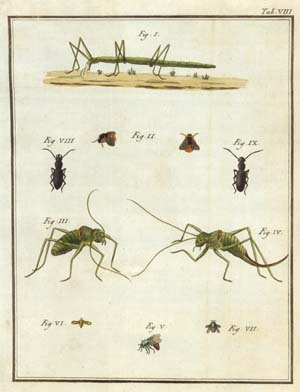
Tavola da Fauna etrusca, 1790

Pietro Rossi (Firenze, 1738 – Pisa, 21 dicembre 1804) è stato un medico e zoologo italiano.

## Biografia
Laureato in Medicina e in Scienze naturali alla Università di Pisa, dopo aver a lungo insegnato logica, nel 1801 ottiene la cattedra di "Insettologia", il che fa di lui il primo professore di entomologia del mondo.  
Contemporaneo e amico di Lazzaro Spallanzani ebbe con lui rapporti di scambio epistolare.
Ha descritto oltre 500 nuove specie di aracnidi e insetti, in gran parte valide ancor oggi.    
La sua opera maggiore, Fauna etrusca, è nata inizialmente come descrizione della propria collezione entomologica e poi venne man mano raffinata nel corso di diverse edizioni.    
Dopo la sua morte la sua collezione entomologica è stata acquisita dal Museo civico di storia naturale di Milano.

## Alcune opere
- (LA) Fauna etrusca sistens insecta quae in provinciis Florentina et Pisana praesertim collegit Petrus Rossius, 1790.
- Mantissa Insectorum, 1792.

| Rossi è l'abbreviazione standard utilizzata per le specie animali descritte da Pietro Rossi. Categoria:Taxa classificati da Pietro Rossi |